# Téléphérique d'El Madania
Le téléphérique d'El Madania est un téléphérique urbain de la ville d'Alger qui relie le quartier du Hamma, dans la commune de Belouizdad, à la cité Diar el Mahçoul, dans la commune d'El Madania. Construit en 1956, c'est le premier téléphérique d'Algérie.

## Historique
Construit par la société française Neyrpic, il a été mis en service en 1956 sous le nom de téléphérique Marabout. Le téléphérique d'El Madania est le premier téléphérique de la ville d'Alger. Il a été livré deux années après la fin de la construction de la cité Diar el Mahçoul qu'il jouxte à l'ouest.
Il est rénové en 1982 puis, en 2008, par la société française Poma,.

## Caractéristiques
Le téléphérique a une longueur d'environ 236 mètres.
| Numéro | Nom        | Caractéristique | Altitude |
| ------ | ---------- | --------------- | -------- |
| 1      | Hamma      | Gare tension    | 30 m     |
| 2      | El Madania | Gare motrice    | 109 m    |

Deux cabines, d'une capacité de 35 personnes, desservent alternativement les deux stations du téléphérique. La durée du trajet est d'environ trois minutes,.

Sélection de vues du téléphérique d'El Madania
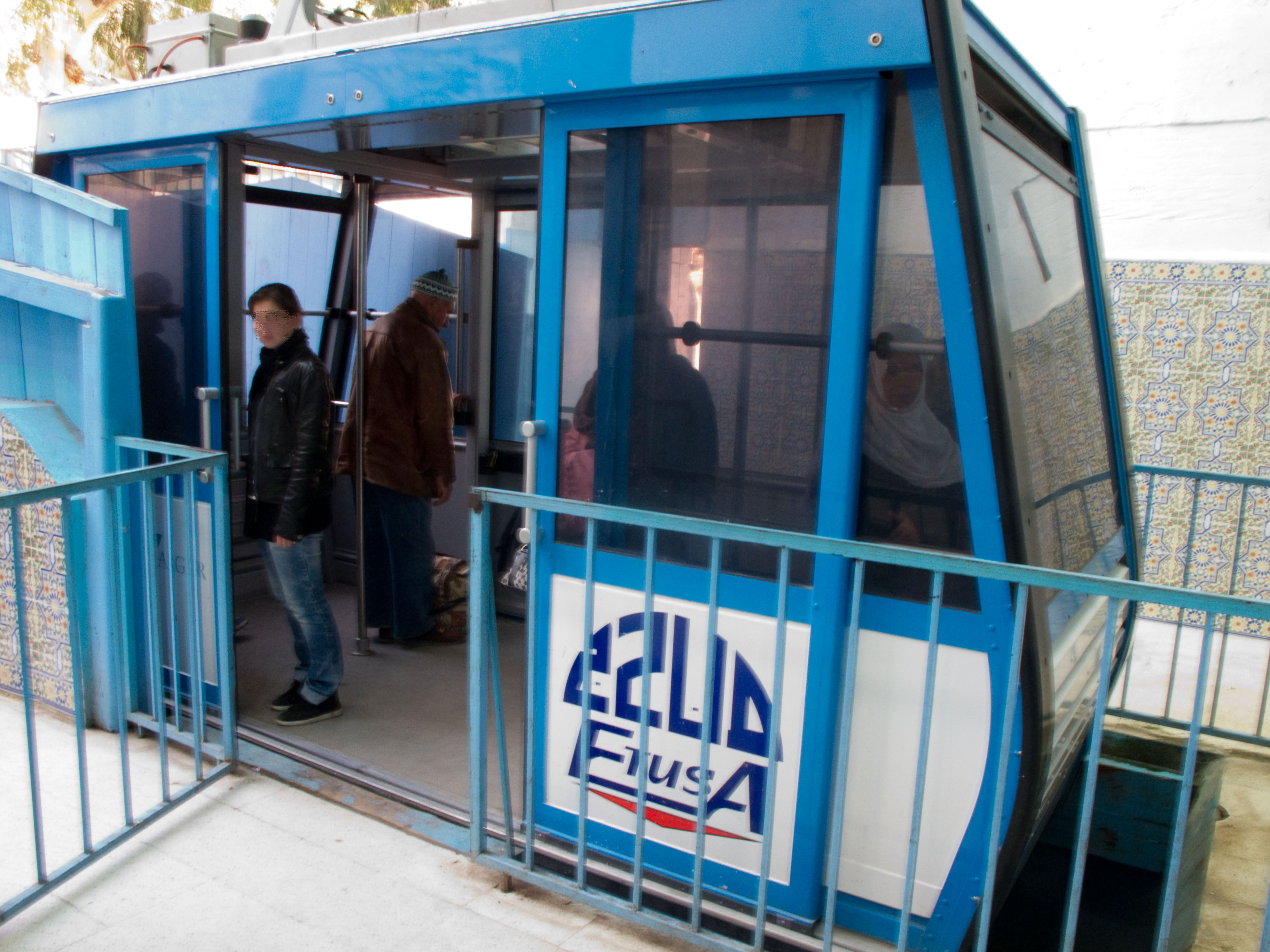
Une cabine au départ de la station aval du Hamma.
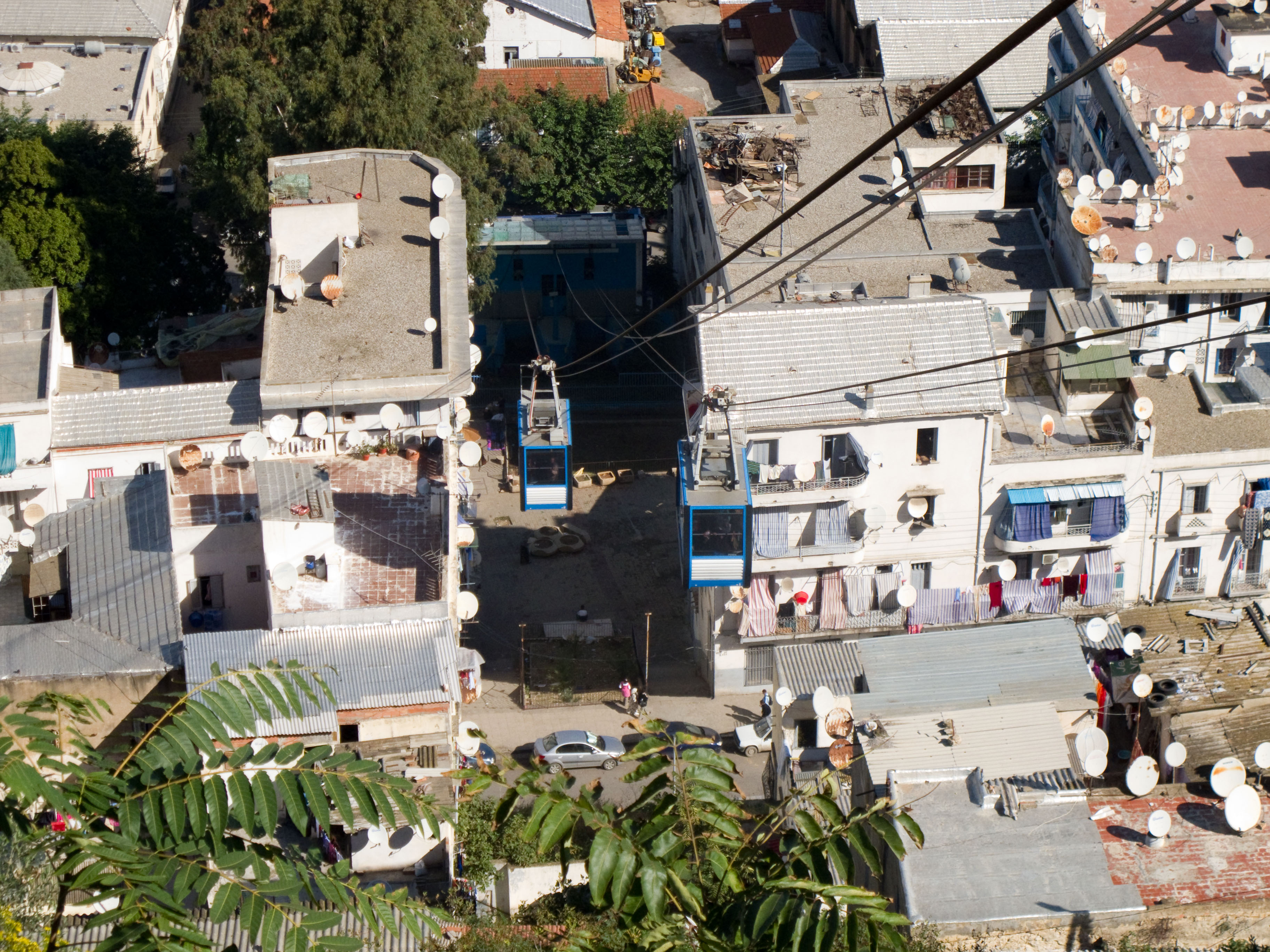
Les cabines du téléphérique.
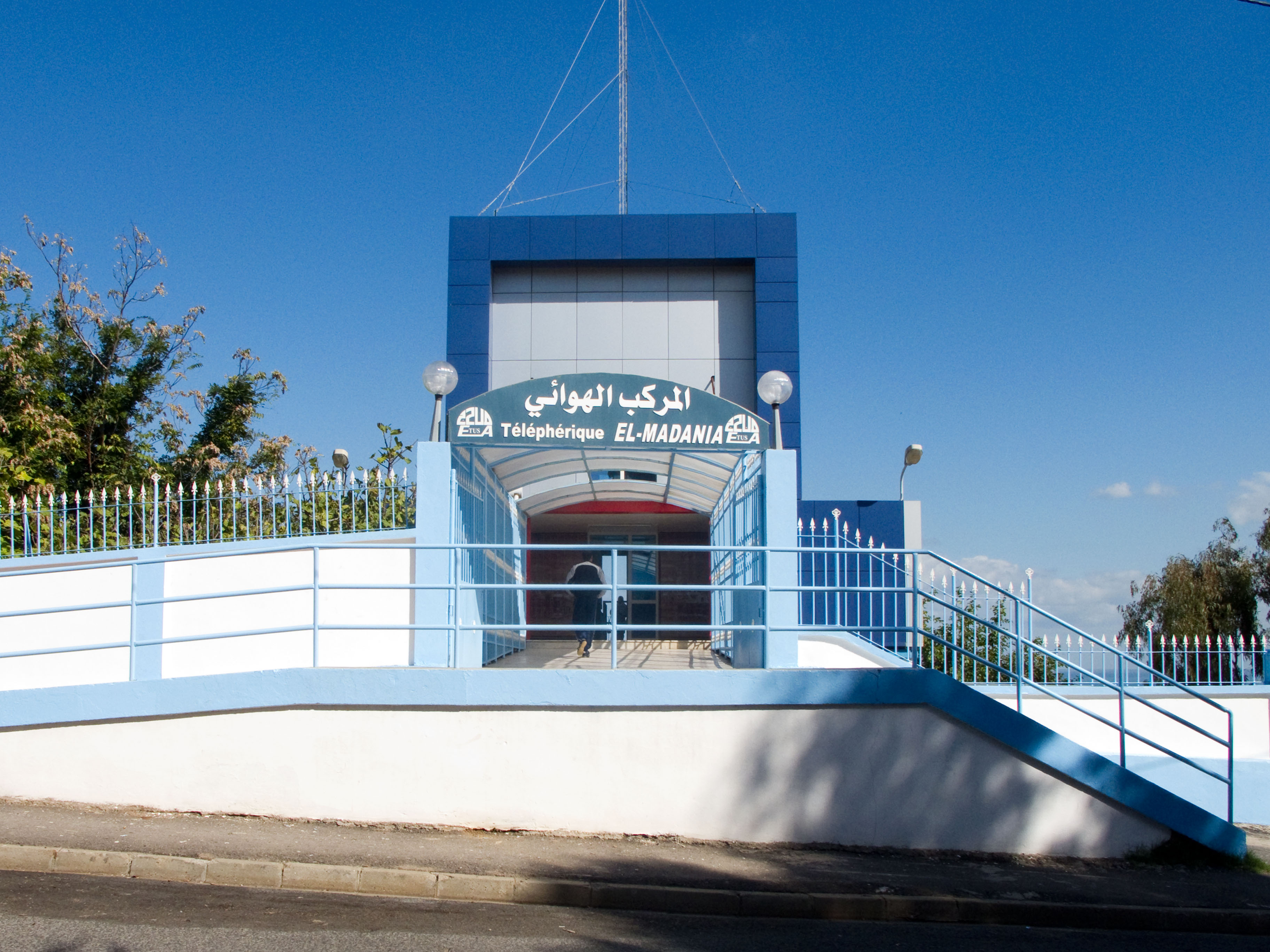
Accès sud du téléphérique d'El Madania, aux abords de la amont de la cité Diar El Mahçoul.

## Exploitation
Le téléphérique d'El Madania est exploité par l'Entreprise de transport algérien par câbles (ETAC), qui exploite et gère tous les téléphériques et télécabines d'Algérie, avec un service quotidien de 6 h à 19 h,.

## À proximité
- Station Hamma :
  - le quartier du Hamma ;
  - la grotte de Cervantes.
- Station El Madania :
  - les cités Diar el Mahçoul et Diar Es-Saâda ;
  - la villa Sésini .